# Helen Menken
Helen Menken (New York, 12 dicembre 1901 – New York, 27 marzo 1966) è stata un'attrice teatrale statunitense.

## Biografia
Helen Menken nacque a New York da padre franco-tedesco, Frederich Meinken, e da madre irlandese, Mary Madden. Entrambi i suoi genitori erano sordi e la sua prima comunicazione avvenne tramite il linguaggio dei segni. Iniziò a parlare ad alta voce solo all'età di 4 anni. Anche la sorella Grace Menken, era un'attrice. All'età di 12 anni fu mandata a studiare in una scuola a Brighton in Inghilterra.

### Carriera
Prima di compiere 14 anni, Menken si esibì nel vaudeville per una stagione, interpretando principalmente parti di personaggi con il cognato. Una disputa quando la troupe si trovava a Dallas la portò ad abbandonare la compagnia e ad unirsi a una compagnia shakespeariana che si trovava anch'essa a Dallas.

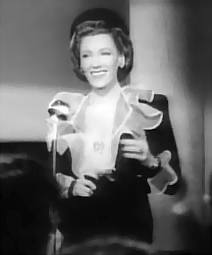
Menken in Stage Door Canteen (1943)

Con il nome di Helen Meinken, Menken recitò nel 1915 a Brooklyn e nel 1916 con gli Orpheum Players a Reading, in Pennsylvania. Debuttò a Broadway come attrice adolescente in Parlor, Bedroom and Bath (1917). I suoi più grandi trionfi teatrali furono Settimo cielo (Seventh Heaven) nel 1922-1924 (Janet Gaynor interpretò il ruolo di Diane nella versione cinematografica del 1927); Maria di Scozia (Mary of Scotland) nel 1933-1934, nel ruolo di Elisabetta I al fianco di Helen Hayes (Katharine Hepburn interpretò Maria nella versione cinematografica del 1936); e La vecchia cameriera (The Old Maid), la pièce teatrale vincitrice del Premio Pulitzer interpretata da Menken e Judith Anderson nel 1935. Bette Davis avrebbe interpretato il ruolo di Menken come zitella con un segreto nella versione cinematografica del 1939. L'ultima apparizione di Menken a Broadway fu in uno spettacolo di scarso successo intitolato The Laughing Woman, andato in scena per meno di un mese nel 1937.
Nel 1922 e nel 1924 Menken fu la protagonista del cast estivo dell'Elitch Theatre di Denver, Colorado. Per la stagione estiva del 1924 apparve nel ruolo di Cassie Cook, un ruolo che aveva originato a Broadway, nella commedia Drifting. Dopo essere apparsa a Denver durante l'estate del 1922, il critico teatrale del Denver Post affermò: "Noi che l'abbiamo osservata per un'estate ai Gardens pensavamo di sapere tutto della sua recitazione, ma domenica sera ha dato sfogo a cose che vanno al di là di qualsiasi cosa abbia mai mostrato prima e molto che era superiore al suo miglior lavoro nelle commedie di due anni fa".
La sua interpretazione di Irene De Montcel nella prima produzione in lingua inglese di The Captive, dramma a tema lesbico di Edouard Bourdet, la portò all'arresto (insieme al resto del cast) il 9 febbraio 1927. Questo arresto, che riflette gli atteggiamenti degli anni '20 nei confronti dell'omosessualità, contribuì alla sua mancata carriera cinematografica e forse al suo divorzio da Bogart.
Helen Menken fu una presenza importante dietro le quinte del mondo del teatro, soprattutto all'American Theatre Wing. Ne fu presidente durante la Seconda guerra mondiale e iniziò a ricoprire la carica di presidente del gruppo nel 1957.

#### Radio
Helen Menken recitò in radio negli anni quaranta (interpretando Brenda Cummings in Second Husband e ricreando in particolare la sua interpretazione al fianco di Judith Anderson in un adattamento radiofonico del 1946 de La vecchia cameriera (The Old Maid).

#### Cinema
Helen Menken realizzò un cortometraggio a New York nel 1925 per Lee DeForest, girato con il processo di sonorizzazione su pellicola DeForest Phonofilm, che ebbe vita breve. Il film è conservato nella collezione Maurice Zouary della Biblioteca del Congresso.

### Matrimoni
Il primo dei suoi mariti fu l'attore Humphrey Bogart, di cui fu a sua volta la prima moglie.  Si sposarono al Gramercy Park Hotel di New York il 20 maggio 1926 e divorziarono il 18 novembre 1927.Il 12 Luglio 1932 sposò il dottor Henry T. Smith e divorziò da lui nel 1947, poi nell'ottobre 1948 sposò George N. Richard, su ultimo marito. Non ebbe alcun figlio da questi matrimoni.

### Morte
Helen Menken morì per un attacco di cuore durante una festa al Lambs il 27 marzo 1966, all'età di 64 anni.

## Premi e riconoscimenti
- Tony Award speciale postumo nel 1966 "per una vita di devozione e di servizio al teatro di Broadway"[11].